# Stanisław Płonczyński

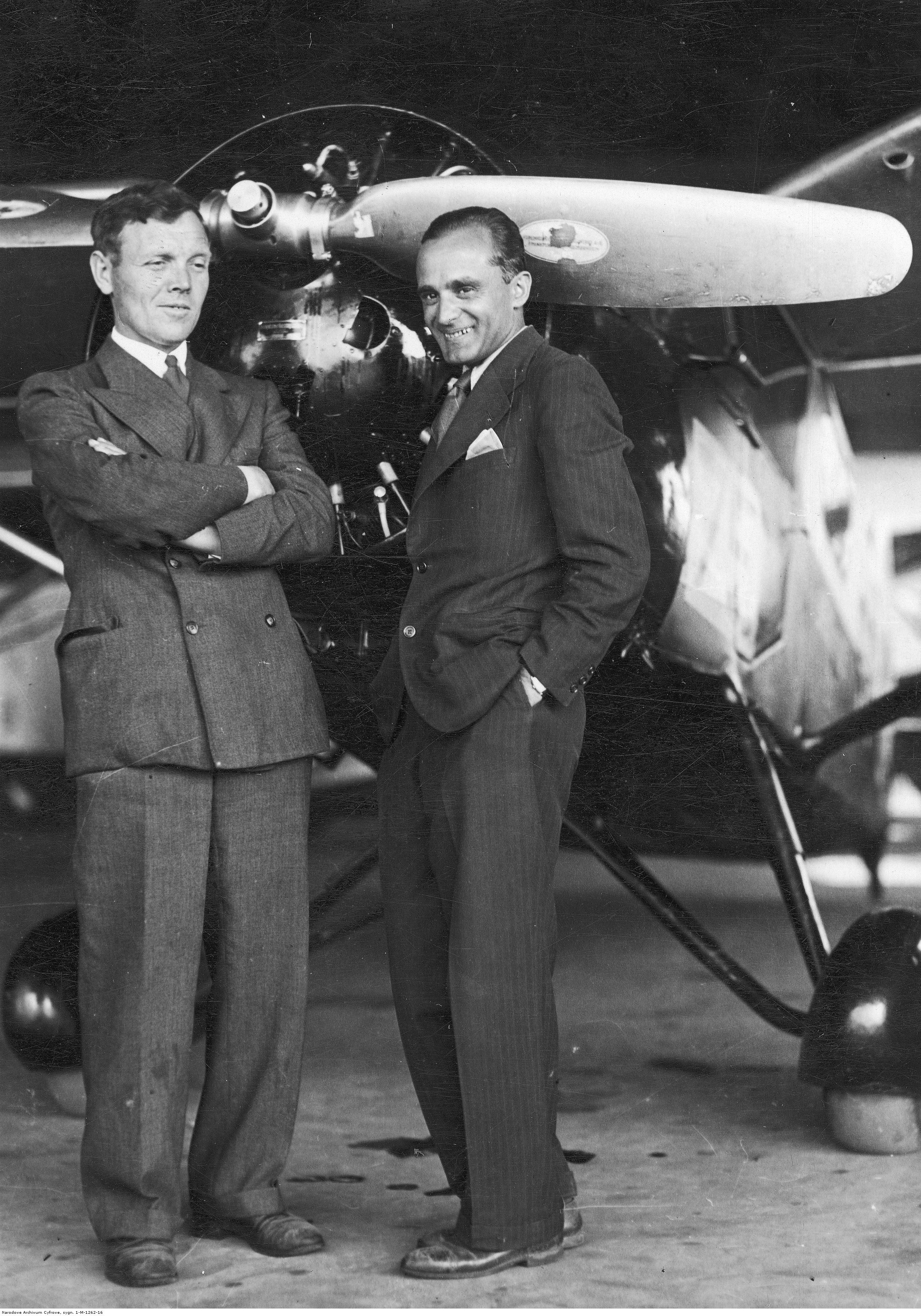
Challenge 1934 w Warszawie - zdobywca 2. miejsca pilot Stanisław Płonczyński z mechanikiem Stanisławem Zientkiem przed samolotem RWD 9S

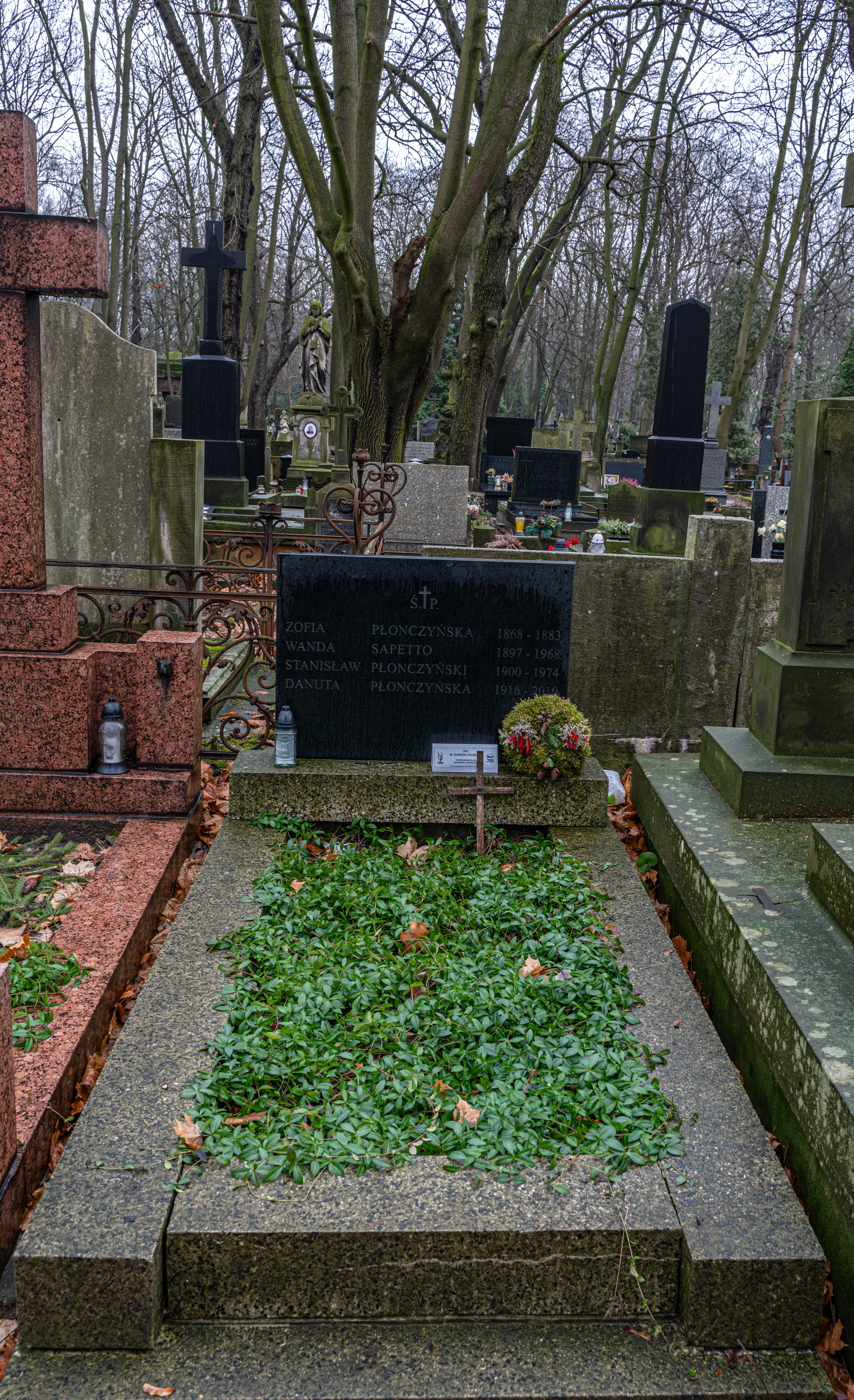
Grób Stanisława Płonczyńskiego na cmentarzu Powązkowskim

Stanisław Płonczyński (ur. 2 lutego 1900 w Warszawie, zm. 8 marca 1974 tamże) – polski pilot komunikacyjny, sportowy i wojskowy.

## Życiorys
Urodził się w Warszawie, w 1916 ukończył gimnazjum, a następnie kurs techniczny na Wolnej Wszechnicy. Po odzyskaniu niepodległości przez Polskę, od 1918 służył w Wojsku Polskim, w sztabie na Zamku Królewskim w Warszawie. Usiłował w tym czasie przenieść się do lotnictwa, lecz dopiero w 1921 skierowany został do Niższej Szkoły Pilotów w Bydgoszczy, którą ukończył, mimo rozbicia się w locie szkolnym na samolocie Caudron G.III. W 1922 został skierowany do Wyższej Szkoły Pilotażu w Grudziądzu, którą ukończył we wrześniu 1923. Służył następnie w 7 eskadrze myśliwskiej im. Tadeusza Kościuszki w Warszawie, również jako instruktor w eskadrze treningowej 1 pułku lotniczego. Pod koniec 1924 został zdemobilizowany w stopniu plutonowego.
Od 1 stycznia 1925 rozpoczął pracę jako pilot komunikacyjny w polskim lotnictwie cywilnym: przedsiębiorstwie Aerolot (do maja 1925: Aerolloyd), a następnie w utworzonych od 1 stycznia 1929 Polskich Liniach Lotniczych Lot. Latał również sportowo, odnosząc spore sukcesy. Znalazł się w pierwszej polskiej reprezentacji wystawionej na zawody samolotów turystycznych Challenge w 1930 roku. Lecąc samolotem RWD-2, ukończył zawody na 19. miejscu, jako najlepszy z Polaków (startowało 60 załóg, z tego 12 polskich, a ukończyło je 35 załóg, z tego jedynie 4 polskie). Zakwalifikował się następnie na kolejne zawody Challenge w 1932 roku, lecz nie wziął w nich udziału, gdyż przewidziany dla niego jeden z trzech samolotów RWD-6 został rozbity podczas prób fabrycznych. Wziął natomiast udział w ostatnich zawodach Challenge w 1934 roku. Lecąc samolotem RWD-9S z mechanikiem Stanisławem Ziętkiem zajął w nich drugie miejsce, pokonując załogi niemieckie, włoskie i czeskie (pierwszy był Jerzy Bajan; silnik „G. R. Skoda” na potrzeby maszyn zarówno Bajana, jak i Płonczyńskiego skonstruował inż. Stanisław Nowkuński).
Odbywając lot w PLL Lot 14 maja 1937 przeleciał pierwszy milion kilometrów w polskim lotnictwie komunikacyjnym. Po wybuchu II wojny światowej, we wrześniu 1939 wyewakuował do Bukaresztu w Rumunii polski samolot pasażerski Junkers Ju 52. Przez Jugosławię i Grecję dostał się do Francji, gdzie został instruktorem lotniczym w tworzonych polskich jednostkach, a po upadku Francji – do Wielkiej Brytanii. Przez pewien czas latał jako pilot w 304 dywizjonie bombowym Ziemi Śląskiej im. ks. Józefa Poniatowskiego, następnie służył jako instruktor. Od listopada 1941 służył w brytyjskim wojskowym lotnictwie transportowym Ferry Command, rozprowadzając samoloty w locie z zakładów w Kanadzie do jednostek w Europie, Afryce i Azji. Przy tym, 38 razy przelatywał nad Atlantykiem. Wojnę zakończył w stopniu porucznika pilota.
W czerwcu 1947 powrócił do Polski i ponownie podjął pracę w PLL Lot, latając jako pilot samolotów pasażerskich. Od 1957 kierował sekcją treningu i wyszkolenia personelu latającego. W 1960 ukończył przeszkolenie w ZSRR na samoloty turbośmigłowe, a w 1964 odszedł z pracy na emeryturę. Ogółem przeleciał 3,5 mln kilometrów, w czasie 14 580 godzin w powietrzu. Zmarł 8 marca 1974 w Warszawie na skutek obrażeń doznanych w wypadku tramwajowym. Pochowany na cmentarzu Powązkowskim (kwatera 60-4-27).

## Ordery i odznaczenia[1]
- Krzyż Oficerski Orderu Odrodzenia Polski (1934)[7]
- Krzyż Kawalerski Orderu Odrodzenia Polski (16 września 1934)[8]
- Krzyż Zasługi z Mieczami
- Srebrny Krzyż Zasługi
- Złota Odznaka Honorowa Ligi Obrony Powietrznej i Przeciwgazowej I stopnia (17 września 1934)[3][9]
- Krzyż Złoty Orderu Feniksa (Grecja)
- War Medal 1939–1945 (Wielka Brytania)